# Michael Griebel
Michael Griebel (* 13. Januar 1960) ist ein deutscher Mathematiker und Informatiker. Seine Forschung fokussiert sich auf wissenschaftliches Rechnen, und half Computer-Algorithmen für Sparse Grids zu entwickeln.
Griebel studierte ab 1979 Informatik und Mathematik an der TU München mit dem Diplom in Informatik 1985 bei Friedrich L. Bauer. 1989 wurde er bei Christoph Zenger an der TU München promoviert (Zur Lösung von Finite-Differenzen- und Finite-Element-Gleichungen mittels der Hierarchischen-Transformations-Mehrgitter-Methode) und 1993 habilitierte er sich an der TU München. 1994 wurde er wissenschaftlicher Oberassistent und 1995 Privatdozent am Institut für Informatik der TU München. 1996 wurde er Professor für Wissenschaftliches Rechnen und Numerische Simulation an der Universität Bonn und war von 2003 bis 2016 Direktor des Instituts für Numerische Simulation. Seit 2010 ist er Direktor des Fraunhofer-Instituts für Algorithmen und Wissenschaftliches Rechnen (SCAI) in Sankt Augustin.
Griebel befasst sich mit Approximation von Funktionen in sehr vielen Dimensionen und der Lösung Partieller Differentialgleichungen in sehr vielen Dimensionen. Er entwickelte dazu Algorithmen für die sparse grid (dünnbesetzte Gitter) Methode und deren Weiterentwicklungen. Außerdem entwickelt er numerische Methoden für Anwendungen auf Flüssigkeitsströmung mit zwei Phasen und Beschreibung von Materialien in der Nanotechnologie und befasst sich mit adaptiven Diskretisierungen bei partiellen Differentialgleichungen und Multi-level Solver für lineare Systeme und deren Parallelisierung.
Er ist Herausgeber (Managing Editor) von Numerische Mathematik.

## Schriften (Auswahl)
- mit S. Knapek: Optimized general sparse grid approximation spaces for operator equations. In: Math. Comp., Band 78, 2009, S. 2223–2257
- mit Hans-Joachim Bungartz: Sparse grids, Acta Numer. Band 13, 2004, S. 147–269
- mit T. Gerstner: Dimension-adaptive tensor-product quadrature. In: Computing, Band 71, 2003, S. 65–87
- Sparse grids and related approximation schemes for higher dimensional problems. In: Foundations of computational mathematics, Santander 2005, London Math. Soc. Lecture Note Ser., Cambridge UP, 2006, S. 106–161
- mit Jürgen Braun: On a constructive proof of Kolmogorov's superposition theorem. In: Constr. Approx., Band 30, 2009, S. 653–675
- mit D. Oeltz: A sparse grid space-time discretization scheme for parabolic problems. In: Computing, Band 81, 2007, S. 1–34
- mit Markus Holtz: Dimension-wise integration of high-dimensional functions with applications to finance. In: J. Complexity, Band 26, 2010, S. 455–489
- Mit Frances Kuo, Ian Hugh Sloan: The smoothing effect of the ANOVA decomposition, 2010, Journal of Complexity, Band 26 online
- Multilevel algorithms considered as iterative methods on semidefinite systems. In: Iterative methods in numerical linear algebra (Copper Mountain Resort, CO, 1992), SIAM J. Sci. Comput., Band 15, 1994, S. 547–565
- mit J. Hamaekers: Tensor Product Multiscale Many-Particle Spaces with Finite-Order Weights for the Electronic Schrödinger Equation. In: Zeitschrift für Physikalische Chemie, Band 224, 2010, S. 527–543
- mit Henryk Woźniakowski: On the optimal convergence rate of universal and non-universal algorithms for multivariate integration and approximation. In: Mathematics of Computation, Band 75, 2006, S. 1259–1286
- mit P. Oswald: On the abstract theory of additive and multiplicative Schwarz algorithms. In: Numerische Mathematik, Band 70, 1995, S. 163–180